# Aloe planifolia
Aloe planifolia é uma espécie de liliopsida do gênero Aloe, pertencente à família Asphodelaceae.